# مناورات بدر
مناورات بدر أو (بالإنجليزية: Badr Maneuvers)‏ هي مناورات عسكرية برية تكتيكية تجريها القوات المسلحة المصرية بين أفرعها (القوات البرية والقوات الجوية والدفاع الجوي) باستخدام الذخيرة الحية بشرق قناة السويس.
يجري المناورة أحد تشكيلات الجيش الثالث الميداني بمشاركة الوحدات المدرعة والميكانيكية والمدفعية وعناصر من القوات الجوية والدفاع الجوى، وتنفذ على مدار عدة أيام وتسمى «مشروع حرب»، وتأتي في إطار خطة التدريب السنوية لتشكيلات ووحدات القوات المسلحة للإطمئنان على الإستعداد القتالي وكفاءة القوات.

## هدف المناورات
- إظهار مدي الدقة في التعامل مع الأهداف الميدانية وإصابتها من الثبات والحركة
- إظهار مدى ما وصلت إليه العناصر المشاركة من مهارات ميدانية وقتالية عالية وقدرة علي استخدام الأسلحة والمعدات وتنفيذ أعمال التجهيز الهندسي بما يلائم طبيعة الأرض وتنفيذ المهام المخططة والطارئة باستخدام أحدث وسائل السيطرة والتعاون.[2]

## فعاليات المناورات
تبدأ فعاليات المناورة بقيام القوات الجوية بتنفيذ أعمال الإستطلاع والتأمين للقوات بالنيران ضد الأهداف الأرضية، ومعاونة أعمال قتال القوات القائمة بالهجوم، تحت ستر وسائل وأسلحة الدفاع الجوى، وبمساندة المدفعية ذات القوة النيرانية المباشرة، وغير المباشرة، وقامت المفارز المدرعة والميكانيكية بمهاجمة واختراق دفاعات العدو المجهزة، وتدميره بمعاونة الطائرات الهيلوكوبتر المسلحة، وعناصر المقذوفات الموجهة المضادة للدبابات لفصل الاحتياطات المعادية، والتصدى لهجمات العدو المضادة، وحرمانه من استعادة أوضاعه الدفاعية، وتطوير الهجوم لاحتلال خط حيوي في عمق دفاعات العدو، وتأمينه والتعزيز علية بالتعاون مع قوات الصاعقة والمظلات واستعادة الكفاءة الإدارية، والفنية للقوات للعمل كاحتياطي أسلحة مشتركة للمستوى الأعلى واستكمال تنفيذ باقي المهام.

## المناورات المنفذة
- بدر 2019 : جرت المرحلة الرئيسية من فعاليات المناورة في 9 أبريل 2019.[3]
- بدر 2015 : جرت المرحلة الرئيسية من فعاليات المناورة في 8 أكتوبر 2015.[4]
- بدر 2014 : جرت المرحلة الرئيسية من فعاليات المناورة في 10 مايو 2014.[5]
- بدر 2013 : جرت المرحلة الرئيسية من فعاليات المناورة في 15 أبريل 2013.[6]
- بدر 2012 : جرت المرحلة الرئيسية من فعاليات المناورة في 24 أكتوبر 2012 [7]
- بدر 2008 : جرت المرحلة الرئيسية من فعاليات المناورة في 15 مايو 2008.[8][9]
- بدر 1996 : جرت المرحلة الرئيسية من فعاليات المناورة في 22 سبتمبر 1996.[10] وقام الجيش المصري خلالها بعمل أضخم مناورة على الإطلاق حيث قامت قوات الجيشين الثاني والثالث بتنفيذ لعملية عبور لقناة السويس ونجحت في نقل 60% من معدات الجيش المصري إلى داخل سيناء في زمن قدره 6 ساعات ونجح الجيش المصري في الوصول إلى حالة الاستنفار القصوى في مدة لم تتجاوز 11 دقيقة فقط بخلاف انها تضمنت التعامل مع والتصدي للضربات من اسلحة الدمار الشامل وكان العدو الافتراضي في المناورة هو «إسرائيل». وتناولت مراكز الدراسات الاستراتيجية الأمريكية 10 دراسات خاصة عن هذه المناورة.[11]